# Nervo (gruppo musicale)
Le Nervo sono un gruppo musicale australiano di musica elettronica fondato nel 2005 dalle sorelle gemelle Miriam e Olivia Nervo (Ivanhoe, 17 febbraio 1982). La loro carriera comincia all'età di 18 anni. Il successo arriva con il singolo When Love Takes Over, prodotto insieme a David Guetta e Kelly Rowland e vincitore di un Grammy Award.
Dal 2012 sono presenti nella classifica Top100Djs pubblicata dalla rivista Dj Magazine con il piazzamento più alto al n°16 nel 2013.

## Storia del gruppo

### Primi anni
Le gemelle Nervo, nate da genitori italiani, crescono a Melbourne, Australia, dove compiono i primi studi presso il Genazzano FCJ College di Kew. In seguito iniziano la loro carriera come modelle per l'Australian Chadwick Models Agency. Al compimento del loro sedicesimo anno di età, ricevono l'interesse di una agenzia di moda. Ciononostante, Olivia Nervo ha dichiarato che la passione di entrambe è sempre stata la musica.
Le gemelle sono accettate all'Opera Australia Academy, ma preferiscono intraprendere una carriera nella Electronic dance music, firmando un contratto con Sony Music e ATV Music Publishing. Il loro successo inizia con il singolo Negotiate with Love, scritto per il cantante pop britannico Rachel Stevens, che ha raggiunto la decima posizione nelle classifiche musicali del Regno Unito nel 2005. Il duo ha continuato a cantare e scrivere per Kesha, Richard Grey, Sophie Ellis-Bextor, Ashley Tisdale e le Pussycat Dolls. La consacrazione mondiale arriva con la co-scrittura (insieme a David Guetta) del singolo When Love Takes Over, che raggiunge la prima posizione nelle classifiche mondiali e ottiene un Grammy Award.

### Anni 2010
Nel mese di marzo 2010, le NERVO siglano un accordo con la Virgin Records/EMI Music. Un mese dopo, producono un nuovo singolo, This Kind of Love, pubblicato tramite la loro etichetta discografica indipendente, la Loaded Records. La canzone scala rapidamente le posizioni nelle classifiche mondiali, raggiungendo il secondo posto, secondo il settimanale britannico Music Week, e il sesto posto nella categoria pop, sempre secondo Music Week. A giugno producono insieme ad Allison Iraheta il singolo Don't Waste the Pretty. Al loro attivo risultano collaborazioni con Kylie Minogue, Cheryl Cole, Sophie Ellis-Bextor e il celebre disc jockey Armin Van Buuren.
Nel mese di luglio 2011, in occasione del festival di musica elettronica Tomorrowland, scrivono una nuova canzone insieme ad Afrojack, Dimitri Vegas dal titolo The Way We See The World (Tomorrowland Anthem). Segue inoltre "We're All No One" sempre con Afrojack e con Steve Aoki, che raggiunge rapidamente il primo posto nelle classifiche settimanali britanniche. In agosto, le NERVO firmano un contratto con l'agenzia di modelle Wilhelmina Models. Scrivono la canzone Night of Your Life per David Guetta con la partecipazione di Jennifer Hudson, e inoltre compongono, arrangiano e producono il nuovo singolo di Agnes Carlsson, Don't Go Breaking My Heart. Infine, scrivono per Nicole Scherzinger il singolo Try With Me.
Nell'estate del 2011, le Nervo hanno aperto i concerti delle date nordamericane del "Femme Fatale Tour" di Britney Spears.

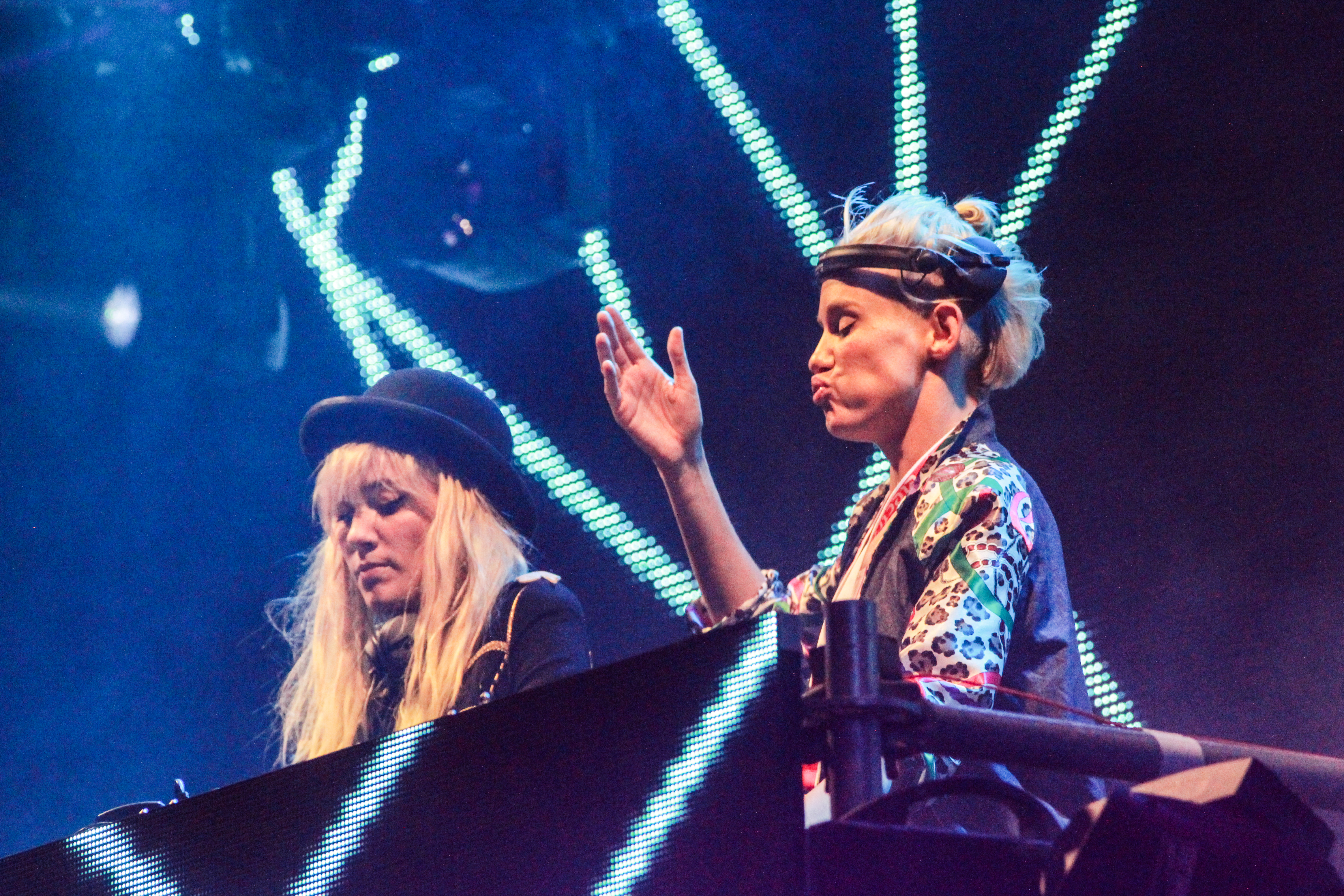
Le Nervo in concerto nel 2013

Nel corso del 2012 pubblicano il singolo You're Gonna Love Again con la collaborazione di Avicii, prodotto non ufficialmente nel 2011, che si guadagna il primo posto nell'Hype Machine, un blog che raccoglie e pubblica le migliori e più conosciute canzoni del momento. Durante il 2013 invece le Nervo hanno preso parte all'Ultra Music Festival di Miami, suonando prima sul palco "Ultra Worldwide" nel Weekend 1 e sul "Main Stage" durante il Weekend 2 dell'evento.
Nel mese di luglio dello stesso anno si sono esibite prima all'Electric Daisy a Londra, e in seguito al fianco di Steve Aoki durante il Tomorrowland. Le ragazze inoltre hanno fatto dietrofront a Ibiza per il loro residency "NERVONation" all'Ushuaia Beach Hotel. Nel mese di settembre hanno suonato alla tre giorni TomorrowWorld Festival di Chattahoochee Hills, Georgia, Stati Uniti. Il festival era la versione inaugurale statunitense dell'evento belga Tomorrowland.
Il 25 aprile 2014 il duo sbarca a Bologna per il Sensation White italiano. Oltre a loro hanno suonato Hardwell, Oliver Heldens e Dyro.

## Discografia

### Album in studio
- 2015 – Collateral

### Singoli
- 2010 – This Kind of Love (con Ollie James)
- 2010 – Irresistible (con Ollie James)
- 2011 – The Way We See the World (con Afrojack e Dimitri Vegas & Like Mike)
- 2011 – We're All No One (con Afrojack e Steve Aoki)
- 2012 – You're Gonna Love Again
- 2012 – Reason (con Hook N Sling)
- 2012 – Something to Believe In (con Norman Doray e Cookie)
- 2012 – Like Home (con Nicky Romero)
- 2012 – You're Gonna Love Again (con Avicii)
- 2013 – Army (con Sultan + Ned Shepard e Omarion)
- 2013 – Not Taking This No More (con Ivan Gough e Beverley Knight)
- 2013 – Revolution (con R3hab e Ummet Ozcan)
- 2013 – Don't Break My Heart (con Marco Lys)
- 2014 – Hold On
- 2014 – Sunshine Thru Rain Clouds (con Duane Harden)
- 2014 – Ready for the Weekend (con R3hab e Ayah Marar)
- 2014 – You're Gonna Die Young (con Kesha)
- 2015 – It Feels
- 2015 – Haute Mess
- 2015 – Lightning Strikes (con Steve Aoki e Tony Junior)
- 2015 – Hey Ricky (con Kreayshawn, Dev e Alisa)
- 2017 – Lost In You (con Quintino)
- 2017 – Loco (con Danny Avila feat. Reverie)
- 2020 – Love On Me (con 7 Skies)
- 2020 – Goddess (con Krewella)
- 2020 – Hurt (feat. Frida)
- 2020 – Acrylic (con Jess Ball)
- 2021 – Come into My World (con Alexandra Stan)

### Remix
- 2010 – Alex Sayz featuring Evi Goffin - Hate to Love (NERVO Remix)
- 2010 – Delerium featuring Kreesha Turner - Dust in Gravity (NERVO Radio Edit)
- 2010 – Sérgio Mendes - Mas que nada (NERVO Club Remix)
- 2010 – Daniella - You & I (NERVO Remix)
- 2010 – Cobra Starship - Hot Mess (NERVO Radio Edit)
- 2011 – Katy Perry - California Gurls (NERVO Remix)
- 2011 – Kylie Minogue - Put Your Hands Up (If You Feel Love) (NERVO Hands Up Extended Club Mix)
- 2012 – Namie Amuro - Let's Go (NERVO Remix)
- 2013 – Beyoncé - Grown Woman (NERVO Remix)
- 2014 – Cyndi Lauper - Time After Time (NERVO Back in Time Remix)
- 2015 – NERVO - We're All No One (feat. Steve Aoki & Afrojack) (NERVO Goes to Paris Remix)